# Gmina Mściwojów
Gmina Mściwojów je polská vesnická gmina v okrese Jawor v Dolnoslezském vojvodství. Sídlem gminy je obec Mściwojów. V roce 2020 zde žilo 4 029 obyvatel.
Gmina má rozlohu 71,9 km² a zabírá 12,4 % rozlohy okresu. Skládá se z 12 starostenství.

## Části gminy
Starostenství
Barycz, Drzymałowice, Godziszowa, Grzegorzów, Luboradz, Marcinowice, Mściwojów, Niedaszów, Siekierzyce, Snowidza, Targoszyn, Zimnik